# Bukkapatna, Sira
Bukkapatna là một làng thuộc tehsil Sira, huyện Tumkur, bang Karnataka, Ấn Độ.